# Angkor : la forêt de pierre

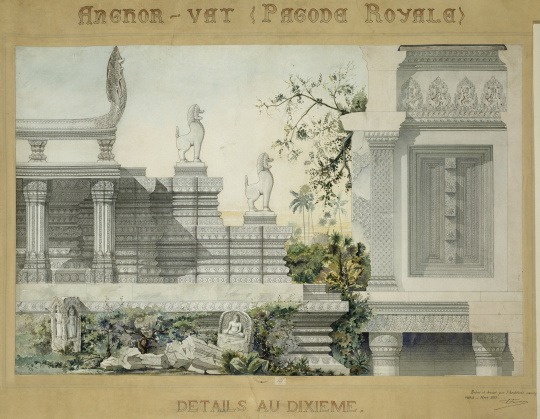
Angkor-Vat (Pagode Royale), aquarelle par Lucien Fournereau (1889), reproduite sur la quatrième de couverture.

Angkor : la forêt de pierre est une monographie illustrée sur l’histoire de la redécouverte d’Angkor Vat, écrite par l’archéologue et l’historien de l’art Bruno Dagens, et parue chez Gallimard en 1989. Cet ouvrage est le 64e titre dans la collection « Découvertes Gallimard », et a été adapté en un film documentaire homonyme.

## Introduction
Cet ouvrage en format poche (125 × 178 mm) fait partie de la série Archéologie dans la collection « Découvertes Gallimard ». Selon la tradition des « Découvertes », cette collection repose sur une abondante documentation iconographique et une manière de faire dialoguer l’iconographie documentaire et le texte, enrichie par une impression sur papier couché ; autrement dit, « de véritables monographies, éditées comme des livres d’art ». C’est presque comme un « roman graphique », rempli de planches en couleurs.
Ici l’auteur retrace chronologiquement toute l’histoire de la redécouverte d’Angkor Vat — autrefois la capitale du Royaume du Cambodge — par des gens du monde entier, principalement les découvertes et les explorations européennes, par exemple, Henri Mouhot, Doudart de Lagrée, Louis Delaporte, Francis Garnier, Henri Marchal, entre autres.

## Accueil
Sur le site Babelio, le livre obtient une note moyenne de 3,64 sur 5, sur la base de 11 notes. Le site Goodreads confère au livre une moyenne de 3,83/5 basée sur 30 notes, indiquant des avis généralement positifs.

## Adaptation documentaire
En 2002, en coproduction avec La Sept-Arte et Trans Europe Film, en collaboration avec Éditions Gallimard, réalisé l’adaptation d’Angkor : la forêt de pierre, dirigée par Jean-Claude Lubtchansky, et diffusé sur Arte dans la case « L’Aventure humaine »,.

### Fiche technique
- Titre : Angkor, la forêt de pierre
- Titre allemand : Angkor: Werk des Königs der Engel[8]
- Réalisation : Jean-Claude Lubtchansky
- Images : Mikaël Lubtchansky
- Montage : Jean-Claude Lubtchansky
- Scénario et adaptation : Carole Lubtchansky
- Voix : Serge Avédikian et Sylvie Moreau
- Producteur : Jean-Pierre Gibrat
- Administratrice de production : Nathalie Cayn
- Chargée de production et documentaliste : Magali Honorat
- Conseiller scientifique : Bruno Bruguier
- Responsable du développement : Ahmed El-Cheikh
- Sociétés de production : La Sept-Arte, Trans Europe Film et Éditions Gallimard
- Pays d’origine :  France
- Langue : français, doublage en allemand
- Durée : 52 minutes
- Date de sortie : 2002 sur Arte

## Éditions internationales
| Titre                                       | Traduction littérale                                                       | Langue               | Pays         | Collection (numéro dans la collection) | Éditeur                             | Traducteur       | Année de première parution | ISBN                 |
| ------------------------------------------- | -------------------------------------------------------------------------- | -------------------- | ------------ | -------------------------------------- | ----------------------------------- | ---------------- | -------------------------- | -------------------- |
| Angkor : la forêt de pierre                 | –                                                                          | Français de France   | France       | Découvertes Gallimard (no 64)          | Éditions Gallimard                  | –                | 1989                       | (ISBN 9782070530915) |
| Angkor: Heart of an Asian Empire            | « Angkor : cœur d’un empire asiatique »                                    | Anglais britannique  | Royaume-Uni  | New Horizons (sans numéro)             | Thames & Hudson                     | Ruth Sharman     | 1995                       | (ISBN 9780500300541) |
| Angkor: Heart of an Asian Empire            | « Angkor : cœur d’un empire asiatique »                                    | Anglais américain    | États-Unis   | Abrams Discoveries (sans numéro)       | Harry N. Abrams                     | Ruth Sharman     | 1995                       | (ISBN 9780810928015) |
| Angkor: la foresta di pietra                | « Angkor : la forêt de pierre »                                            | Italien              | Italie       | Universale Electa/Gallimard (no 58)    | Electa/Gallimard                    | Giulia Squadroni | 1995                       | (ISBN 9788844500634) |
| Ангкор: Лес из камня                        | « Angkor : Forêt de pierre »                                               | Russe                | Russie       | Открытие (sans numéro)                 | AST (en)                            | E. Batyreva      | 2003                       | (ISBN 9785170176267) |
| アンコール・ワット 密林に消えた文明を求めて | « Angkor Vat : à la recherche d’une civilisation disparue dans la jungle » | Japonais             | Japon        | 知の再発見 (no 48)                     | Sōgensha (ja)                       | Setsuko Nakajima | 1995                       | (ISBN 9784422210988) |
| 吳哥窟：失落的石頭之林                      | « Angkor Vat : la forêt de pierre perdue »                                 | Chinois traditionnel | Taïwan       | 發現之旅 (no 71)                       | China Times Publishing (zh)         | Hsiang-yang Ma   | 2003                       | (ISBN 9789571339344) |
| 吴哥：石林                                  | « Angkor : Forêt de pierre »                                               | Chinois simplifié    | Chine        | 发现之旅 (no 90)                       | Shanghai Bookstore Publishing House | Weiwei Gu        | 2007                       | (ISBN 9787806784662) |
| 앙코르: 장엄한 성벽도시                     | « Angkor : une majestueuse ville fortifiée »                               | Coréen               | Corée du Sud | 시공 디스커버리 (no 46)                | Sigongsa (en)                       | Jong-in Lee      | 1997                       | (ISBN 9788972594901) |